# Alaunloch
Koordinaten: 51° 19′ 40,1″ N, 7° 7′ 0,1″ O

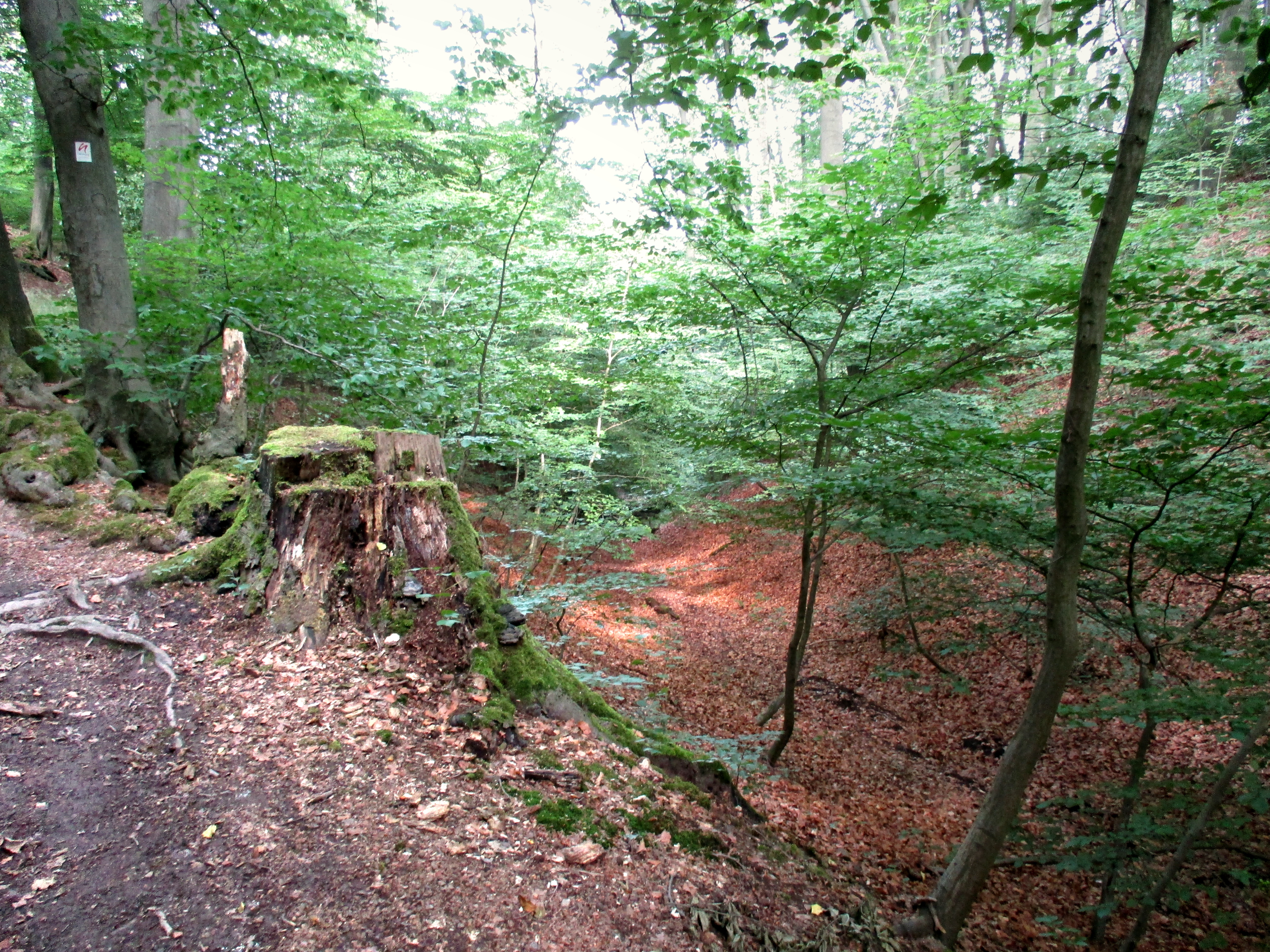
Der hardenbergische Alaunsteinbruch „Alaunloch“ (2020)

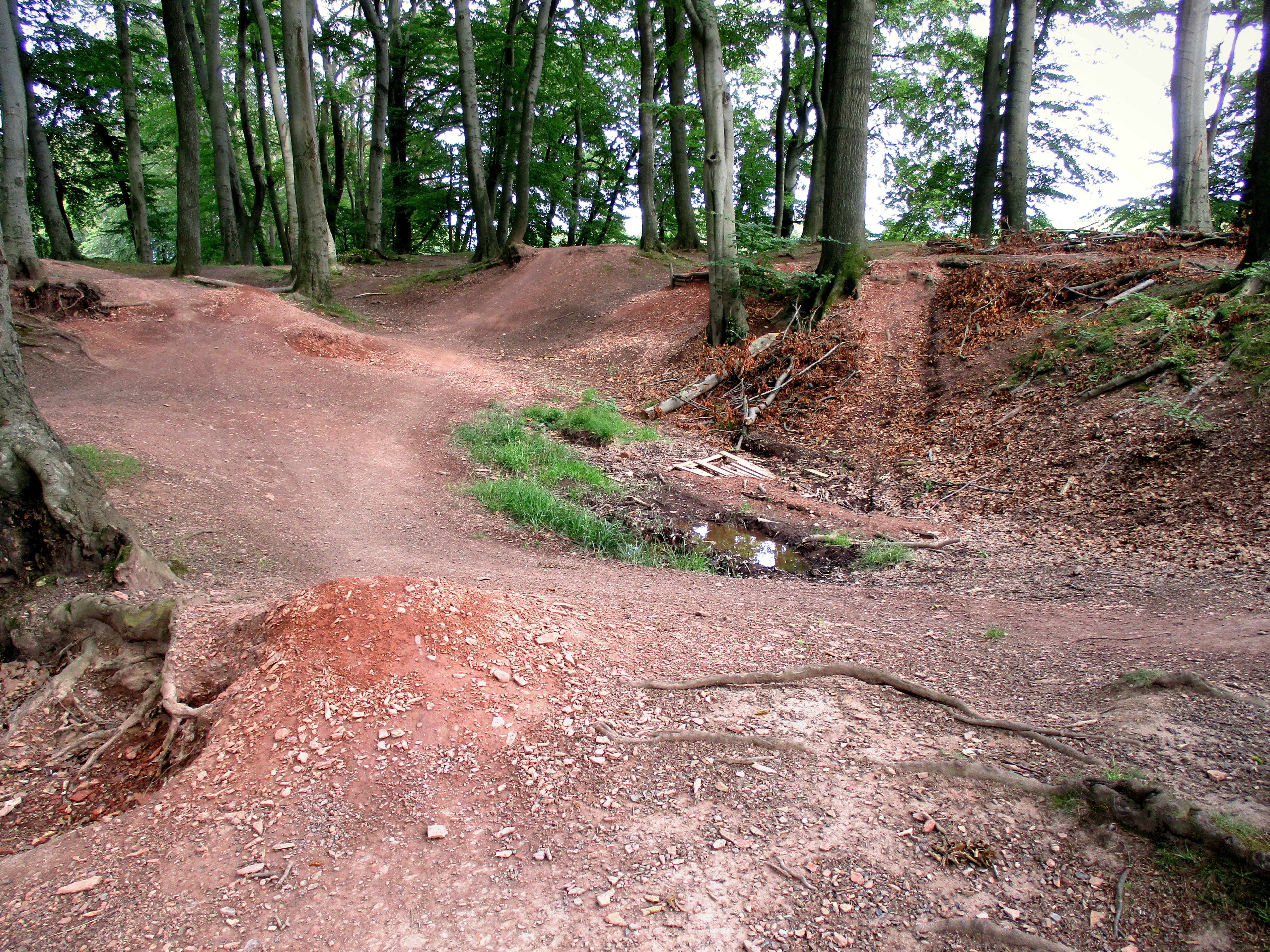
Reste des Alaunschiefers finden sich auf den alten Halden.

Das Alaunloch in der ehemaligen Bauerschaft Windrath ist ein mittelalterlicher Alaun-Steinbruch in Velbert und liegt in der Gemarkung des heutigen Stadtbezirks Langenberg.

## Beschreibung
Das Alaunloch liegt an der „Hohlstraße“, einer frühmittelalterlichen Wegeverbindung vom Ruhrtal ins Bergische Land. Es besteht aus einem 1 Hektar großen und 11 Meter tiefen Alaunsteinbruch und mehreren Halden. Dort finden sich Reste des Alaunschiefers und Holzkohle aus der Verarbeitung. Das Sudhaus lag vermutlich dort, wo nun der Wandererparkplatz liegt. 

## Geschichte
Alaunbergbau wurde im Velberter Raum seit dem Mittelalter betrieben. Das "Alaunbergwerk" in Windrath wurde 1597 erstmals urkundlich erwähnt. Der gewonnene Alaunschiefer wurde geröstet, auf Halde oxydiert und anschließend von Alaunsiedern ausgelaugt. Das kristallisierte wasserhaltige schwefelsaure Doppelsalz von Kalium und Aluminium (Kaliumaluminiumsulfat) hatte große Bedeutung in der Papierherstellung, Färberei und Weißgerberei.
In alter Zeit soll am Alaunloch der Abbau auch im Tiefbau durchgeführt worden sein, wie Befunde des LVR-Amt für Bodendenkmalpflege im Rheinland ergaben.
Weil der Alaunbergbau Anfang des 19. Jahrhunderts überall in Deutschland zum Erliegen kam, da die Gewinnung von Schwefelsäure industriell möglich wurde, sind Reste der baulichen Anlagen sehr selten.

## Tourismus
Das Alaunloch liegt unmittelbar am Neanderlandsteig.